# Josip Petrič
Josip Petrič, slovenski politik in komunist, * 22. marec 1874, Planina,  † 9. februar 1943, Ljubljana.
Josip Petrič je bil po poklicu strojevodja, ki je bil konec 19. in v začetku  20. stoletja eden najvidnejših članov slovenskega dela Jugoslovanske socialdemokratske stranke (JSDS). Kot komunist je po boljševiški revoluciji v Rusiji skupaj s 26 člani stranke izstopil iz JSDS in leta 1920 ustanovil Slovensko socialistično stranko (predsedoval je njenemu ustanovnemu zboru) kot predhodnico Komunistične partije Slovenije. 